# Гетто в Любоничах
Гетто в Любо́ничах (июль — декабрь 1941) — еврейское гетто, место принудительного переселения евреев деревни Любоничи Кировского района Могилёвской области и близлежащих населённых пунктов в процессе преследования и уничтожения евреев во время оккупации территории Белоруссии войсками нацистской Германии в период Второй мировой войны.

## Оккупация Любоничей и создание гетто
Деревня Любоничи была захвачена немецкими войсками в конце июня 1941 года, и оккупация продлилась почти три года — до конца июня 1944 года. К началу войны в деревне жило много евреев, и она считалась еврейским местечком. Перед оккупацией в ней оставалось ещё около 200 евреев (42 семьи), не успевших или не захотевших эвакуироваться, которых немцы, реализуя нацистскую программу уничтожения евреев, согнали в гетто.

## Уничтожение гетто
7 ноября (по другим данным — в августе) 1941 года немцы и коллаборационисты убили 60 евреев-мужчин у заранее выкопанной ямы в лесу за деревней. Яму приказали выкопать молодым евреям. В декабре 1941 года в результате последней «акции» (таким эвфемизмом нацисты называли организованные ими массовые убийства) гетто было ликвидировано, а последние узники — около 130 женщин и детей — были убиты у деревни Охотичи (по другим сведениям — Ореховка).
Семь молодых евреев смогли спрятаться в лесу и переждать расстрелы, но местные жители их поймали и передали немцам, которые увезли их в Кировск. Дальнейшая их судьба неизвестна.

## Память

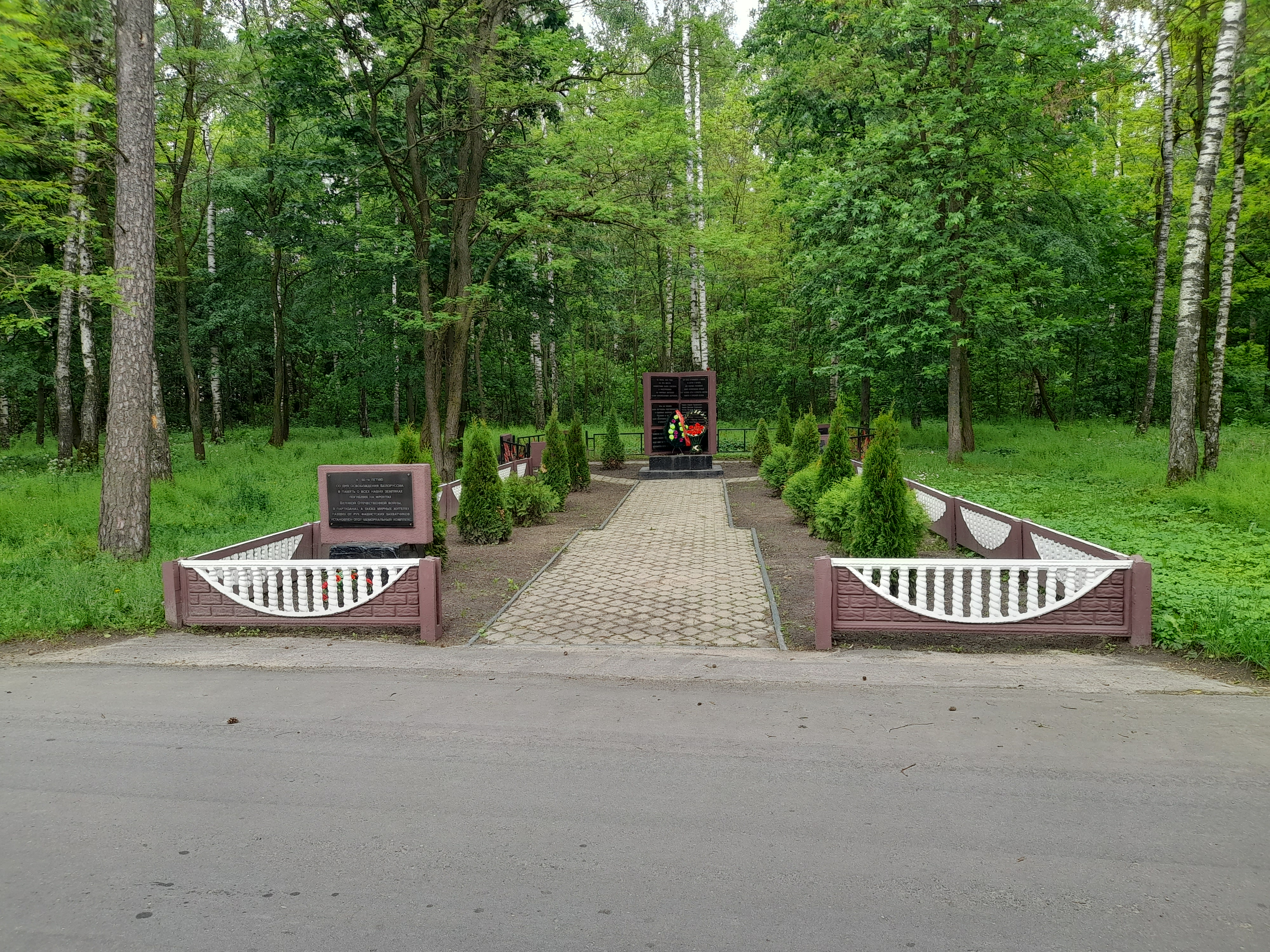
Мемориал убитым мирным жителям Любоничей, в том числе и евреям

Имеются списки более 40 из 200 жертв геноцида евреев в Любоничах.
В начале 1970-х годов родственники перезахоронили останки убитых на еврейском кладбище в Бобруйске, где установили памятную доску с текстом и фамилиями.
Место расстрела евреев Любоничей не установлено. Всем погибшим жителям деревни возведён общий мемориал.